# Källa socken
Källa socken på Öland ingick i Åkerbo härad, ingår sedan 1974 i Borgholms kommun och motsvarar från 2016 Källa distrikt i Kalmar län.
Socknens areal är 27,03 kvadratkilometer, varav land 27,02. År 2000 fanns här 243 invånare. Kyrkbyn Källa med sockenkyrkan Källa nya kyrka och öster därom i västra Källahamn, Källa gamla kyrka, ligger i socknen. 

## Administrativ historik
Källa gamla stenkyrka, påbörjades sannolikt under 1100-talet. I skriftliga dokuement omtalas socken första gången i ett odaterat brev från omkring 1320 och ett daterat från 1346.
Vid kommunreformen 1862 övergick socknens ansvar för de kyrkliga frågorna till Källa församling och för de borgerliga frågorna till Källa landskommun. Denna senare uppgick 1952 i Ölands-Åkerbo landskommun och uppgick 1974  i Borgholms kommun. Församlingen uppgick 2006 i Högby-Källa-Persnäs församling som sedan 2010 uppgick i Nordölands församling.
1 januari 2016 inrättades distriktet Källa, med samma omfattning som församlingen hade 1999/2000.
Socknen har tillhört samma fögderier och domsagor som Åkerbo härad. De indelta båtsmännen tillhörde 1:a Ölands båtsmankompani.

## Geografi
Källa socken ligger på norra Öland och består mest av flack alvarsmark.

## Historia
I Källa socken förekom som en bisyssla tidigare stenbrytning och utskeppning av kalksten. På 1700-talet bröts här sten till gravstenar, trappor och golvsten. Stenen skeppades från Källahamn till slott, kyrkor och andra byggnadsverk runt hela Östersjön.

## Fornminnen
Ett femtontal mindre järnåldersgravfält är kända, till exempel Vi alvar. Två runristning är kända, den ena nu i Kalmar slott den andra ej återfunnen.

## Namnet
Namnet (1283 Käldo) syftar på en tidigare offerkälla vid kyrkan.

## Befolkningsutveckling
| Befolkningsutvecklingen i Källa socken 1750–1990                                                        | Befolkningsutvecklingen i Källa socken 1750–1990 | Befolkningsutvecklingen i Källa socken 1750–1990 | Befolkningsutvecklingen i Källa socken 1750–1990 | Befolkningsutvecklingen i Källa socken 1750–1990 |
| --- | ------------------------------------------------ | ------------------------------------------------ | ------------------------------------------------ | ------------------------------------------------ |
| |                                                  |                                                  |                                                  |                                                  |
| År |                                                  |                                                  | Folkmängd                                        |                                                  |
| 1750 | 1750                                             |                                                  | 385                                              |                                                  |
| 1760 | 1760                                             |                                                  | 432                                              |                                                  |
| 1769 | 1769                                             |                                                  | 481                                              |                                                  |
| 1780 | 1780                                             |                                                  | 452                                              |                                                  |
| 1790 | 1790                                             |                                                  | 435                                              |                                                  |
| 1800 | 1800                                             |                                                  | 504                                              |                                                  |
| 1810 | 1810                                             |                                                  | 511                                              |                                                  |
| 1820 | 1820                                             |                                                  | 560                                              |                                                  |
| 1830 | 1830                                             |                                                  | 591                                              |                                                  |
| 1840 | 1840                                             |                                                  | 669                                              |                                                  |
| 1850 | 1850                                             |                                                  | 715                                              |                                                  |
| 1860 | 1860                                             |                                                  | 844                                              |                                                  |
| 1870 | 1870                                             |                                                  | 927                                              |                                                  |
| 1880 | 1880                                             |                                                  | 981                                              |                                                  |
| 1890 | 1890                                             |                                                  | 950                                              |                                                  |
| 1900 | 1900                                             |                                                  | 902                                              |                                                  |
| 1910 | 1910                                             |                                                  | 763                                              |                                                  |
| 1920 | 1920                                             |                                                  | 690                                              |                                                  |
| 1930 | 1930                                             |                                                  | 591                                              |                                                  |
| 1940 | 1940                                             |                                                  | 571                                              |                                                  |
| 1950 | 1950                                             |                                                  | 460                                              |                                                  |
| 1960 | 1960                                             |                                                  | 383                                              |                                                  |
| 1970 | 1970                                             |                                                  | 325                                              |                                                  |
| 1980 | 1980                                             |                                                  | 302                                              |                                                  |
| 1990 | 1990                                             |                                                  | 267                                              |                                                  |
| Anm: Källor: Umeå universitet - Tabellverket 1749-1859, Demografiska databasen, CEDAR, Umeå universitet |                                                  |                                                  |                                                  |                                                  |

### Fotnoter
1. 1 2 3  Svensk Uppslagsbok andra upplagan 1947–1955: Källa socken
2. 1 2  Harlén, Hans; Harlén Eivy (2003). Sverige från A till Ö: geografisk-historisk uppslagsbok. Stockholm: Kommentus. Libris 9337075. ISBN 91-7345-139-8
3. ↑  Det medeltida Sverige 4:3 Öland
4. ↑  ”Församlingar”. Statistiska centralbyrån. https://www.scb.se/hitta-statistik/regional-statistik-och-kartor/regionala-indelningar/forsamlingar/. Läst 30 december 2022.
5. ↑  Administrativ historik för Källa socken (Klicka på församlingsposten). Källa: Nationella arkivdatabasen, Riksarkivet.
6. 1 2  Sjögren, Otto (1931). Sverige geografisk beskrivning del 2 Östergötlands, Jönköpings, Kronobergs, Kalmar och Gotlands län. Stockholm: Wahlström & Widstrand. Libris 9939
7. 1 2 3  Nationalencyklopedin
8. ↑  Fornlämningar, Statens historiska museum: Källa socken
9. ↑  Fornminnesregistret, Riksantikvarieämbetet: Källa socken Fornminnen i socknen erhålls på kartan genom att skriva in sockennamn (utan "socken") i "Ange geografiskt område"